# Нгаи Таху
Нгаи Таху, или Каи Таху — главное племя (иви) маори на Южном острове Новой Зеландии. Его такива (племенная область) является самой большой в Новой Зеландии и простирается от Белых утесов / Те Паринуи о Уити (к юго-востоку от Бленема), горы Маханга и мыса Кахуранги на севере до острова Стюарт/Ракиура на юге. Такива включает в себя 18 рунанг (районов управления), соответствующих традиционным поселениям.
Нгаи Таху появилось в регионе Гисборн на Северном острове вместе племенами Нгати Пороу и Нгати Кахунгуну, которые породнились с местным племенем Нгати Ира . Со временем все, кроме Нгати Поору, мигрируют из этого района. Несколько племен (иви) уже занимали Южный остров до прибытия Нгаи Таху, а иви Кати Мамое прибыло всего столетием назад из района Хейнстингс и уже завоевала племя Уаитаха, которые сами были собранием древних групп Южного острова. Другими иви, с которыми Нгаи Таху столкнулся во время миграции через Южный остров, были Нгаи Тара, Рангитане, Нгати Туматаккири и Нгати Вайранги — все они также мигрировали с Северного острова в разное время. В течение 1800-х годов массовые группы европейцев, особенно британцев, начали переселяться в Новую Зеландию. После прибытия европейцев Нгати Тоа (в союзе с Нгати Тама) и Нгати Раруа вторглись на территорию Нгаи Таху с мушкетами. Европейцы неизбежно смешались с коренным населением маори, и сегодня большинство семей, которые происходят от Нгаи Таху, также имеют происхождение от Нгати Мамое и британское происхождение.
Нгаи Таху переводится как «Люди Таху», имея в виду имя предка Тахупритики. Наряду с другими иви, поглощенными Нгаи Таху, существует пять основных хапу (родов) Нгаи Таху, а именно: Нгати Кури, Нгати Иракеху, Кати Хуирапа, Нгаи Туахурири и Нгаи Те Руакихикихи. Ветвь Нгаи Туахурири, Нгати Кури и Каи Те Ракиамоа, была одной из последних хапу, от которых произошли ведущие вожди.

## Традиционное происхождение
Нгаи Таху ведут свое традиционное происхождение от Тахупритики (также Те Тухи-марейкура-оохо-а-тама-вахине) и Тахуматуа, младшего брата Поуранги. Считается, что оба брата — потомки Пайкеа, который был сыном вождя Уэнуку. Некоторые группы могут даже проследить, чтобы братья были правнуками другого сына Уэнуку, Руатапу, а также вместе с Пайкеа.
Как бы то ни было, Тахупритики родился в Вангаре (место, связанное с Пайкеа) примерно в 1450 году. Ему было поручено управлять Tākitimu waka (каноэ), и он отвез его на Южный остров, где он высадился на реке Арахура на западном побережье — или на реке Уаиау около Манапхури. Он пробыл там какое-то время, прежде чем отправиться обратно в Вангару на новом каноэ, узнав о смерти своего брата. Согласно древнему протоколу, он женился на вдове своего брата Поуранги Хамо-тэ-ранги, от которой у него было по крайней мере четыре сына: Ира-а-Таху, Ира-(апа)-роа, Тахумури-хапе и Каримоэ. Некоторые сообщали, что его другими сыновьями были Ира-манава-пико, Ракароа, Ракахуруману, Турото, Тахутиоро и Руануку.
Тахупритики, Ира-а-Таху, Ирароа и Тахумури-хапе двинулись на юг в сторону Туранги, затем поселились на реке Мараэтаха на северной оконечности хребта Уарерата. Вместо этого Каримоэ двинулся на север и поселился на берегу ручья Мангахейя, внутри Чавануи-а-Руаматуа. Позже семья переехала в Ивитеа, где Тахупритики построил па Тауматахинакиа. Предок Те Матуаханга (потомок Турото и Ракароа) до сих пор известен в окрестностях. Еще больше па было основано дальше вглубь страны.

## XIX век

### Войны с Нгати Тоа
В 1827—1828 годах племя Нгати Тоа под предводительством Те Раупараха, вооруженное мушкетами, успешно атаковал Кати Кури в Каикоуре, которые уже ожидали членов племени Нгати Кахунгуну в качестве дружеских посетителей. Он назвал битву Нихо Маака («Зуб акулы») в честь угрозы со стороны местного вождя Ререваки. Вместо этого они увидели флот из каноэ племени Нгати Тоа, вооружённого мушкетами. Нгати Тоа напали на них и убили. Те Раупараха со своими племенами затем посетил Нгаи Таху в Каиапои, и предложил мушкеты в обмен на поунам. Когда Нгати Тоа напали на их хозяев, хорошо подготовленный Нгаи Таху убил всех ведущих вождей Нгати Тоа, кроме Те Раупараха, который впоследствии вернулся в свою крепость на острове Капити. В это время Нгати Туматакокири продолжал атаковать Путини Нгаи Таху из Каватири из-за споров о земле и охоте, а племя Нгати Раруа также атаковало Путини Нгаи Таху из мушкетов в поисках поунаму.
В ноябре 1830 года Те Раупараха убедил капитана брига Элизабет Джона Стюарта тайно отнести его и его воинов в Такапунеке возле современного Акароа, где они с помощью уловок схватили Те Маихарануи, его жену и дочь. Уничтожив Такапунеке, они вместе со своими пленниками отправились на остров Капити. Те Маихарануи задушил свою дочь и выбросил ее за борт, чтобы спасти от рабства. Нгати Тоа убили оставшихся пленников. Джон Стюарт, хотя и был арестован и предан суду в Сиднее как соучастник убийства, тем не менее избежал осуждения. Другой пленник, Хоне Тикао (Нгаи Те Кахукура, Нгаи Туахурири) выжил и позже посетил Францию.
Летом 1831—1832 года вождь Те Раупараха напал на па Каиапои. После трехмесячной осады и пожара Нгати Тоа смогло взять укрепленное поселение Нгати Таху. Затем Нгати Тоа напало на Нгаи Таху на полуострове Банкс и захватило па Онаве. В 1832—1833 годах Нгаи Таху приняло ответные меры под предводительством Тухавайки, Тайароа, Каретаи и Херероа, напав на иви Нгати Тоа у озера Грассмер. Нгаи Таху победило и убило многих Нгати Тоа, хотя Те Раупараха снова сбежал.
В 1834 году вождь Ивикау, брат Те Майхарануи, возглавил военный отряд в проливах Мальборо, хотя племя Нгати Тоа успешно скрылось от врага. Кампания была известна как Ораумоануи или Тауануи.
Сражения продолжались около года, и Нгаи Таху поддерживал верх. В 1836 году вождь Нгати Тама Те Пуохо, союзник Нгати Тоа, повел своих тауа воинов) от залива Уонгануи на западное побережье к реке Хааст. Оттуда он пересек перевал Хааст в центральный Отаго и Саутленд. Тухавайки к этому моменту узнал об этом приближающемся нападении и привел своих воинов с острова Руапуке на Тутурау, где он вступил в бой и убил Те Пуохо.
Племя Нгати Тоа больше никогда не совершало крупных вторжений на территорию Нгаи Таху. К 1839 году Нгаи Таху и Нгати Тоа установили мир, и Те Раупараха освободил пленников Нгаи Таху, которых он держал на острове Капити. Официальные браки между ведущими семьями двух племен скрепили мир.

### Договор Вайтанги
В 1840 году более 500 вождей со всей Новой Зеландии подписали Договор Вайтанги с представителями британской короны. На Южном острове использовался только один лист — лист Herald (Банбери), который доставил майор Томас Банбери на борту HMS Herald, отплывшей из Залива Островов 28 апреля .
Первые четыре подписи на листе были получены из гавани Коромандел через неделю, 4 мая, а следующие две подписи были подписаны на борту HMS Herald недалеко от островов Меркьюри 7 мая. Эти подписи были собраны иви Нгати Ванаунга, Нгати Паоа и Нгати Мару.
Первым лицом, подписавшим Нгаи Таху, был вождь Ивикау в Акароа 30 мая, после чего Хоне Тикао подписал контракт как Джон Лав. Его племянником был Хоне Тааре Тикао.
Третьим лицом, подписавшим от племени Нгаи Таху, был вождь Тухавайки, подписавший контракт под именем Джона Тувайка на борту HMS Herald на острове Руапуке 10 июня, который попросил Кайкоуру (возможно, Кайкура Вакатау) подписать в тот же день, за которым затем последовал Таиароа (или Тарароа, возможно Те Матенга Тайароа).
Последние подписи Нгаи Таху были от глав Отаго 13 июня. Подписавшимися были Хоне Каретаи (Нгати Руахикихики, Нгай Те Кахукура, Нгай Туахурири, Нгати Хинекура), подписавшийся как Джон Каритай в Отаку, и некий Корако (Нгаи Туахурири, Нгати Хуираэпа, личность которого не может быть определена, но личность Хиратепа неизвестна) Корако, Корако Каретай или Хоани Корако и другие.
Последние подписи в основном поступили от членов племени Нгати Тоа в Те Коко-о-Купе / Облачный залив (17 июня) и на острове Мана (19 июня), в том числе Те Раупараха, который уже подписал лист Кука (от Генри Уильямса) 14 мая. — и от трех членов Нгати Кахунгуну в Хокс-Бей 24 июня, что в общей сложности составляет 27 подписей на листе.

## XX век

### Эпоха мировых войн
Более 270 человек из племени Нгаи Таху служили во время Первой мировой войны, включая тех, кто сражался в составе новозеландского пионерского батальона (маори). Среди них наиболее известны Туру Ракерава Хироти, Хоани Парата, Джеймс Уильям Тепене и Джон Чарльз Тамануиаранги Тикао, все они имели звание капитана. Одним из высокопоставленных военнослужащих был рядовой Хохепа Тейхока из Каяпоя, которому было почти 19 лет, когда он прибыл в Дарданеллы в июле 1915 года.
Джордж Генри Уэст (Кай Те Ракиамоа) был первым пилотом-маори, поступившим на службу в Королевские военно-воздушные силы Новой Зеландии (RNZAF) в 1936 году. Во время тренировочного полета ночью 11 мая 1939 года его ученик случайно не выполнил посадку. На следующий день Уэст скончался от полученных травм. Джон Поэ был первым чистокровным пилотом-маори, который вступил в ряды RNZAF в 1941 году.
Туру Ракерева Хироти и Джон Чарльз Тамануиаранги Тикао продолжили службу во время Второй мировой войны. Первый — вербовщик, а второй — капитан батальона маори . Тимару Уильям Джосс также служил в ВМС США, отвечая за баржу во время высадки в Нормандии.

## Современная история
Парламент Новой Зеландии принял Закон об урегулировании претензий Нгаи Таху в 1998 году, чтобы зафиксировать извинения от короны и урегулировать претензии, поданные в соответствии с Договором Вайтанги 1840 года. Одно из положений Закона касалось использования двойных названий на английском и маори для географических местоположений в районе проживания племен нгаи-таху. Признанный авторитет племени Те Рунанга о Нгаи Таху базируется в Крайстчерче и Инверкаргилле.

## Таху FM
Tahu FM — официальная радиостанция племени Нгаи Таху. Она началась как Te Reo Iriraki Ki Otautahi в Крайстчерче 6 февраля 1991 года. В период с 1996 по 2001 год она сформировала партнерство по радиовещанию с Mai FM и начала играть более современную городскую музыку. Она изменила свое название на Tahu FM в декабре 1997 года и ненадолго изменила свое название на Mai FM в 1999 году, прежде чем вернуться к Tahu FM. Tahu вещает в Крайстчерче вещает на частоте 90,5 FM. В 2000 году он начал вещание Kaikōura на 90,7 FM, Dunedin на 95,0 FM, Invercargill на 99,6 FM и по всей стране на 505 Sky Digital.
Tahu FM возобновила вещание через пять дней после землетрясения в Крайстчерче в 2011 году при поддержке Te Upoko O Te Ika и других радиостанций племен и работала как городская станция гражданской обороны на языке маори. В декабре 2014 года она была признана самой рейтинговой радиостанцией маори в стране.

## Известные представители племени
- Те Маихарануи (17??- ок. 1830/31), верховный вождь Нгаи Таху
- Хон «Кровавый Джек» Тухавайки (ок. 1805—1844), вождь Нгаи Таху, подписавший договор Вайтанги
- Каретай (ок. 1805—1860), вождь Нгаи Таху, подписавший договор Вайтанги
- Хон Тааре Тикао (1850—1927), лидер, ученый и политик
- Джон Тайароа (1862—1907), регбист и юрист
- Томас Рангивахия Эллисон (1867—1904), регбист и юрист
- Билли Стед (1877—1958), регбист
- Марта Сара Кахуи Брэгг (1895—1975), молочный фермер и приемный родитель 38 детей.
- Фрэнк Винтер (1906—1976), кауматуа
- Селвин Тугуд (1916—2001), радио — и телеведущий
- Ульва Белшам (1921—2011), телеграфист Второй мировой войны и исследователь Кай Таху
- Питер Арнетт (род. 1934), журналист-международник
- Дама Мэрилин Прайор (1936—2005), католическая защитница жизни
- Сэр Типин О’Риган (род. 1939), кауматуа, директор компании, академик и переговорщик по Закону об урегулировании претензий Нгаи Таху 1998 года.
- Энаре Ракиихия Тау (1941—2014), кауматуа; член совета округа, округа и племени, а также переговорщик в Законе об урегулировании претензий Нгаи Таху 1998 года.
- Кери Хьюм (род. 1947), лауреат Букеровской премии
- Сандра Ли (род. 1952), политик
- Сэр Марк Вайрму Соломон КНЗМ (род. 1954), вождь племени
- Рики Эллисон (род. 1960), полузащитник, первый новозеландец, сыгравший в НФЛ
- Рейчел Ракена (род. 1969), художница
- Джонатан Уинтер (род. 1971), олимпийский пловец
- Мириама Камо (род. 1973), журналист и телеведущая
- Пири Веепу (род. 1983), рекбист
- Сторм Уру (род. 1985), олимпийский гребец
- Рики-Ли Коултер (род. 1985), певица
- Джереми Латимор (род. 1986), игрок регбийной лиги
- Марлон Уильямс (род. 1990), певец
- Лилия Тарава (род. 1990), автор, спикер, предприниматель, бывший член христианской общины Глориавале.